# 香港故宮文化博物館
香港故宮文化博物館（英語：Hong Kong Palace Museum），簡稱香港故宮，別稱「西九西大門」，是一座展示北京故宫博物院文物的博物館，位於香港西九文化區博物館道8號。博物館佔地一萬平方米，於2018年初動工，於2022年6月22日開館，於同年7月3日開放，造價達35億港元，由香港慈善信託基金捐贈。博物館的建築設計則由嚴迅奇負責，並由西九文化區管理局全資擁有的附屬公司籌建及營運。

## 歷史

### 規劃
早於2015年9月20日，時任政務司司長林鄭月娥出席國際文物修護學會在故宮成立培訓中心的揭牌儀式，消息指她與故宮博物院院長單霽翔在一個飯局中聊天，單霽翔問及西九文化區是否有地方興建展館，以長期展出故宮文物。其後小組先探討利用當代表演中心（CCP）的地段興建，不過由於該用地位於西九龍總站上方，博物館建築設計因站體通風設施受限，故選址「不太理想」。管理層其後在11月向董事局匯報初步結果，當時董事局認為，基於成本上漲及市場需求等因素，興建大型表演場地未必合適，最終計劃擱置。

2015年12月，林鄭月娥初步接觸香港賽馬會，希望獲賽馬會慈善信託基金捐贈，其後獲馬會正面回覆；最終香港政府於同月18日書面向中央政府提出建館。

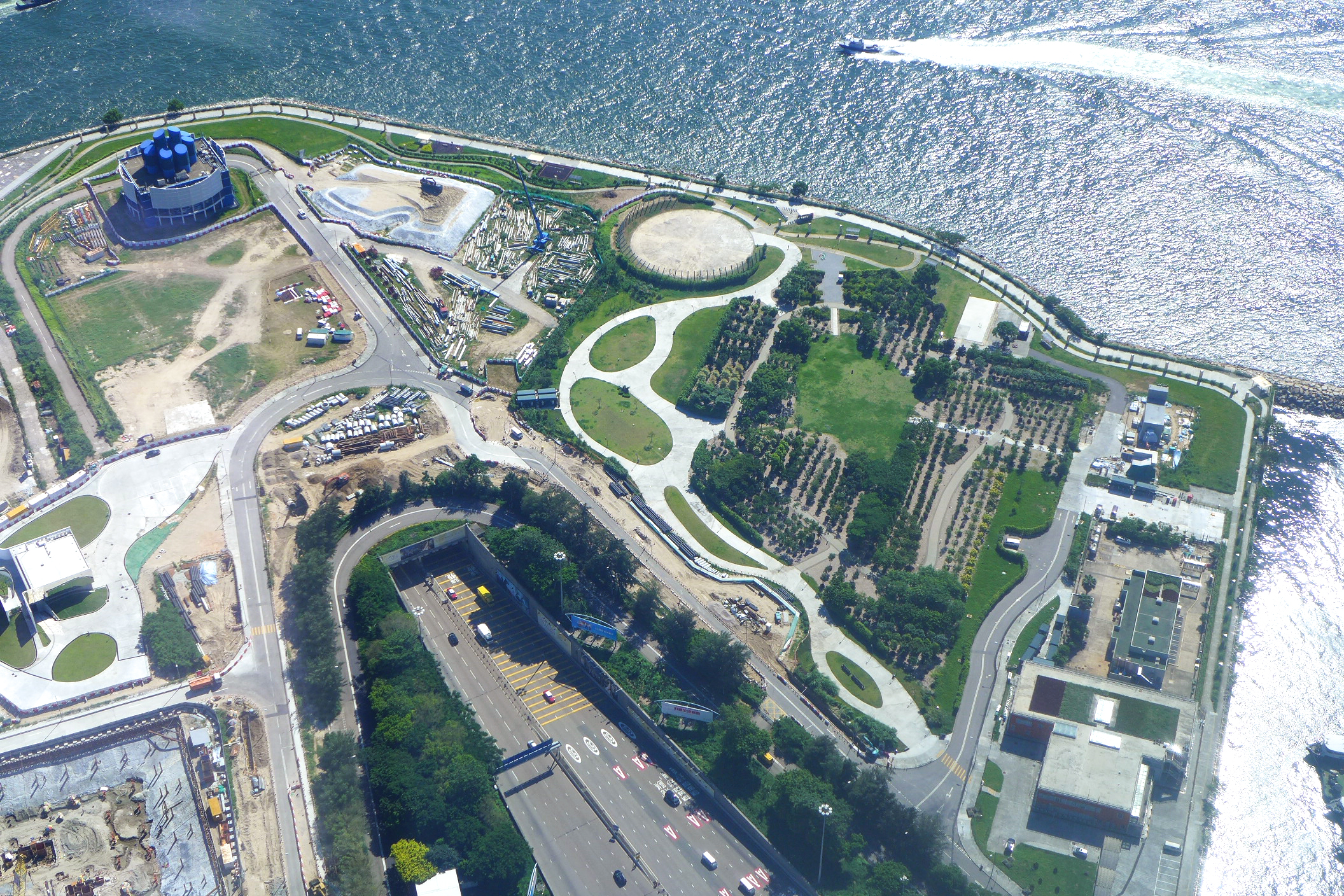
動工前為苗圃公園（圖右方位置）

2016年5月，林鄭月娥先後諮詢西九文化區管理局3名資深成員，包時董事局副主席夏佳理、時任博物館委員會主席的羅仲榮、時任表演藝術委員會主席的盛智文。2016年6月，林鄭月娥在保密情况下邀請嚴迅奇參與項目前期設計，顧問費為450萬，而金額水平不須得到西九文化區管理局董事局同意。
根據西九文化區原規劃，將設置包含1.5萬個座位的表演場地。2016年7月20日，西九文化區管理局主席林鄭月娥曾透露由於啟德體育園區的設施適合用作表演場地而紅磡香港體育館亦會被保留，故會重新檢視西九文化區的大型表演場地和展覽中心用地。
同年9月，西九管理局董事局取消興建大型表演場地，該地段計畫將以私人融資方式發展一個中型多用途設施，涵蓋展覽、會議及表演等用途。
同年10月，香港賽馬會慈善信託基金就建館同意捐贈35億元，以資助該館的設計、建造及籌備展覽等費用，表示是為紀念回歸20周年而作的特別捐款。唯政府未有提及整個博物館所需的建築費用。11月28日，西九文化區管理局董事局在特別會議上通過建館。
2016年12月23日，行政長官梁振英、政務司司長林鄭月娥在北京與故宮博物院簽訂合作協議，香港政府將於西九文化區興建香港故宮文化博物館，長期展出故宮珍藏。港府表示故宮博物院將長期借出展品並為博物館的設計和策展提供意見，但不會參與的日常運作，亦不是故宮在香港設置的分館，而是西九文化區的核心文化設施，會全權由西九管理局負責新館的興建及未來管理和營運，並會為此成立一間全資擁有的附屬公司。《備忘錄》亦規定，雙方須在6個月內簽署正式合作協議。任何一方可給予6個月預先書面通知，就可終止《備忘錄》，雙方均毋須向對方負任何責任。
西九文化區管理局由2017年1月9日起，就香港故宮文化博物館進行公眾諮詢，為期6星期。不過在1月9日下午突然以「社會對計劃仍有不同意見，並關注有關程序」為由臨時取消原定的記者招待會，宣布諮詢延後至在1月10日下午董事局會議後啟動。2017年1月10日，西九文化區管理局正式開始連續6個星期在中環展城館舉辦展覽及公眾諮詢活動，向公眾介紹此項目，並收集公眾對於博物館的整體運作、節目策劃、展覽內容、教育活動及博物館設施，以及詮釋工作等幾方面的意見。除了親臨展覽參觀，管理局亦開設有關博物館的專有網站供公眾參看展覽內容並填寫網上問卷交予管理局。
2月4日，管理局宣布延長公眾諮詢期兩星期至3月8日，由2月15日起在展城館展示建築師嚴迅奇就博物館建議的內部佈局和空間設計理念。管理局亦有在博物館專有網站上新增有關資料供公眾參考。
5月9日，西九管理局接納香港故宮文化博物館項目的公眾諮詢報告，同意與北京故宮博物院開始擬訂合作協議，以推展項目。
6月29日，政務司長張建宗與故宮博物院院長單霽翔簽署合作協議，但儀式不作公開採訪。合作協議中列明借出文物時限一般為一年，並列明西九文化區管理局需確保博物館能如期完工。

### 動工

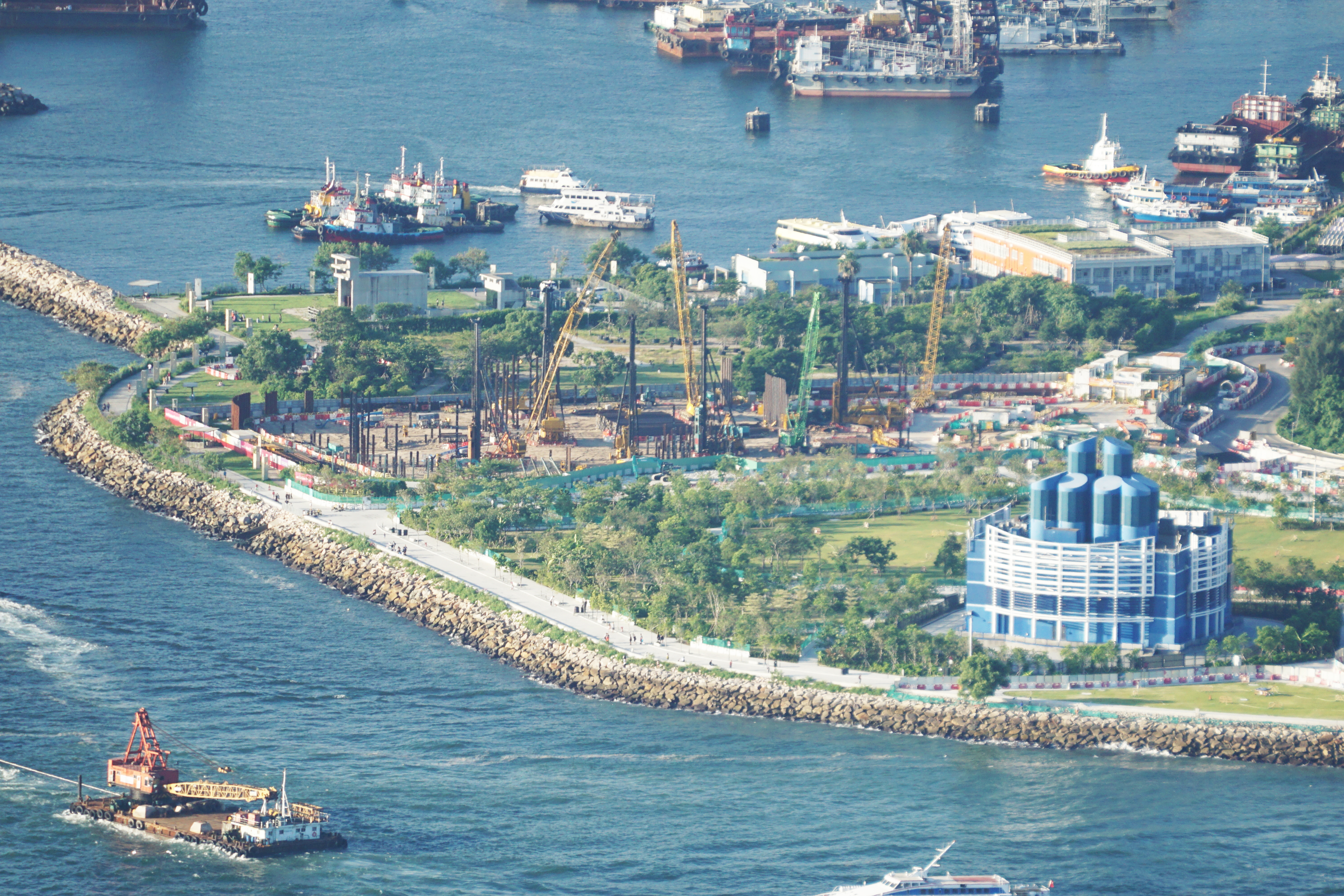
地基工程（2018年7月）

2018年5月28日，香港故宮文化博物館舉行動土禮，特首林鄭月娥、北京故宮博物院院長單霽翔等出席。西九文化區管理局董事局主席唐英年及博物館董事局主席陳智思皆認為，故宮文化博物館能如期在本屆政府任內竣工。
2019年3月27日，西九文化區管理局宣佈中國建築國際集團旗下中國建築工程（香港）有限公司成功中標香港故宮文化博物館工程。工程合約額約22億港幣，工期932天，預計合約完工日期為2021年11月。同年5月28日，委任康樂及文化事務署副署長（文化）吳志華博士出任館長一職，將於8月5日履新。

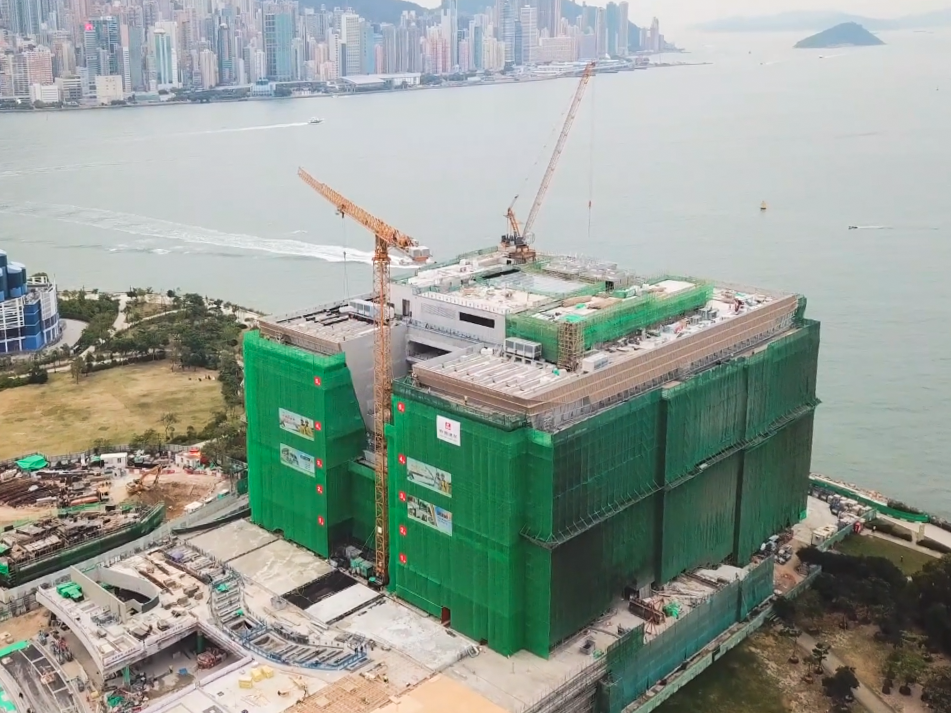
已封頂的香港故宮文化博物館（2020年11月）

西九文化管理局表示博物館已經在2020年7月完成封頂，到同年11月17日邀請特首林鄭月娥在內的嘉賓參觀，並舉行平頂儀式，不過改為閉門舉行，傳媒只獲安排前往工地進行拍攝。管理局預計博物館將於2022年中啓用。林鄭月娥形容自己為構思者和推動者，對於博物館由夢想甚至是幻想逐步變成現實而感到無比興奮。

### 開放
博物館初期每日有5000個參觀名額，之後會加至7000個。而全館門票收費為120元，較北京故宮及台北故宮貴。陳智思解釋是與保險、運輸和保安費用非常昂貴有關。西九文化區管理局行政總裁馮程淑儀表示博物館每年營運開支約3億元，門票收入佔總收入約30%，45%收入來自西九管理局資助，其餘25%來自贊助、會員及零售收入等。
2022年6月26日，博物館率先開放予承建商工人，以及其家屬參觀。博物館原定於7月2日開放。然而，受「颱風暹芭」襲港影響，延至7月3日開幕。因應上述情況，開幕首日的開放時間將予以延長，而7月2日入場票有效期將延長半年。博物館開幕首日，有部分人更身穿漢服「應景」。不過個別展廳外出現排隊人龍，需要等待參觀者離開才可獲安排入內。館方表示開放首日共接待約6500名訪客。
2023年7月3日，吳館長表示，博物館開放一年以來主要收入有一半来自門票，加上博物館沒有香港政府固定資助。未來將積極爭取商業機構贊助，並考慮將更會研究普通票票價及貴賓票票價上調的空間。同時，加上2023年5月中港兩地全面正常通關，避免博物館人流過度負荷。星期二保持休館，使工作人員有時間休息，清理場地及維修展區。7月份更會引入51件展品展出。7月中旬開始，取消星期三網上預約免費入場優惠，改為收取門票才可以入場參觀博物館，增加故官博物館收入。同時呼籲旅遊人士必需網上預约，購買門票。方便人流管理，並提醒老人，西九文化區6一9月份天氣頗熱，日間氣温有三十二度以上，不好單獨到現場排隊入場，吸取2023年7月1日博物館免費入場經驗，吳館長會透過電郵聯絡十八區民政署加強這方面資訊，避免老人辛苦，失望回家。

## 建築

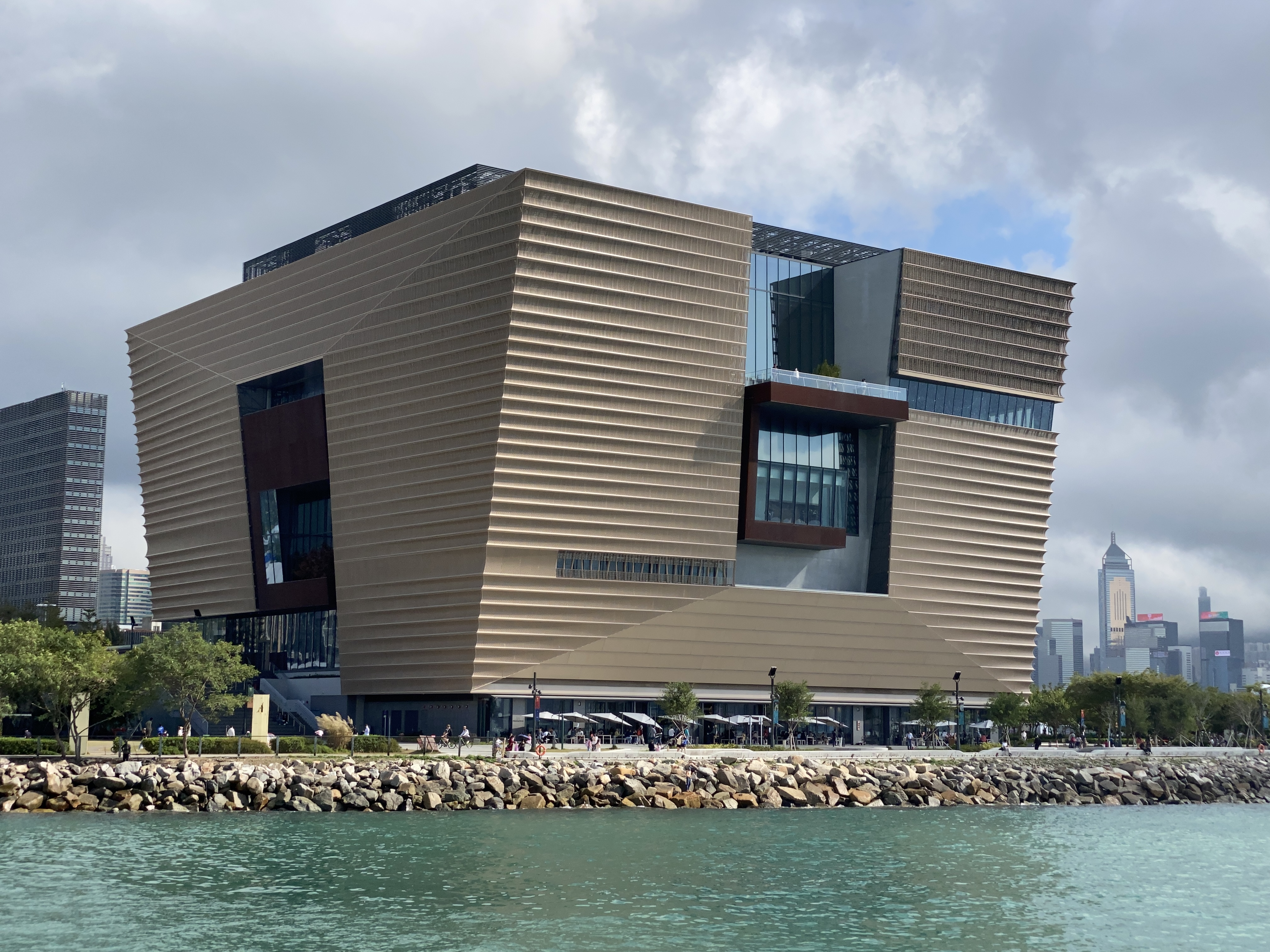
香港故宮文化博物館

香港故宮文化博物館位於西九文化區西面臨海地段，曾為臨時苗圃公園。大樓以現代建築設計，並與文化掛鈎，手法體現三大元素，包括傳統中國視藝文化、傳統中國空間文化及當代香港都市文化。博物館佔地約一萬平方米，樓高6層，室內主要設施為9個展覽廳（合共7,600平方米）與400座位的香港賽馬會演講廳演講廳，同時有中庭和平台等大量公共空間供市民交流及休息。其他設施包括教育活動室、紀念品店、餐廳等。
博物館建築主體為倒轉梯形，外觀猶如一個方形大鼎，採用中空天井設計。地下大堂會有自然光滲入，入口大門亦參照了故宮的門釘裝飾設計，採用朱紅色作為主顏色。而場內亦設有3個中庭，其中西中庭的落地大玻璃可飽覽西九文化區、香港島西面的天際線以至大嶼山的景觀。而南中庭設階梯連接2樓和3樓。

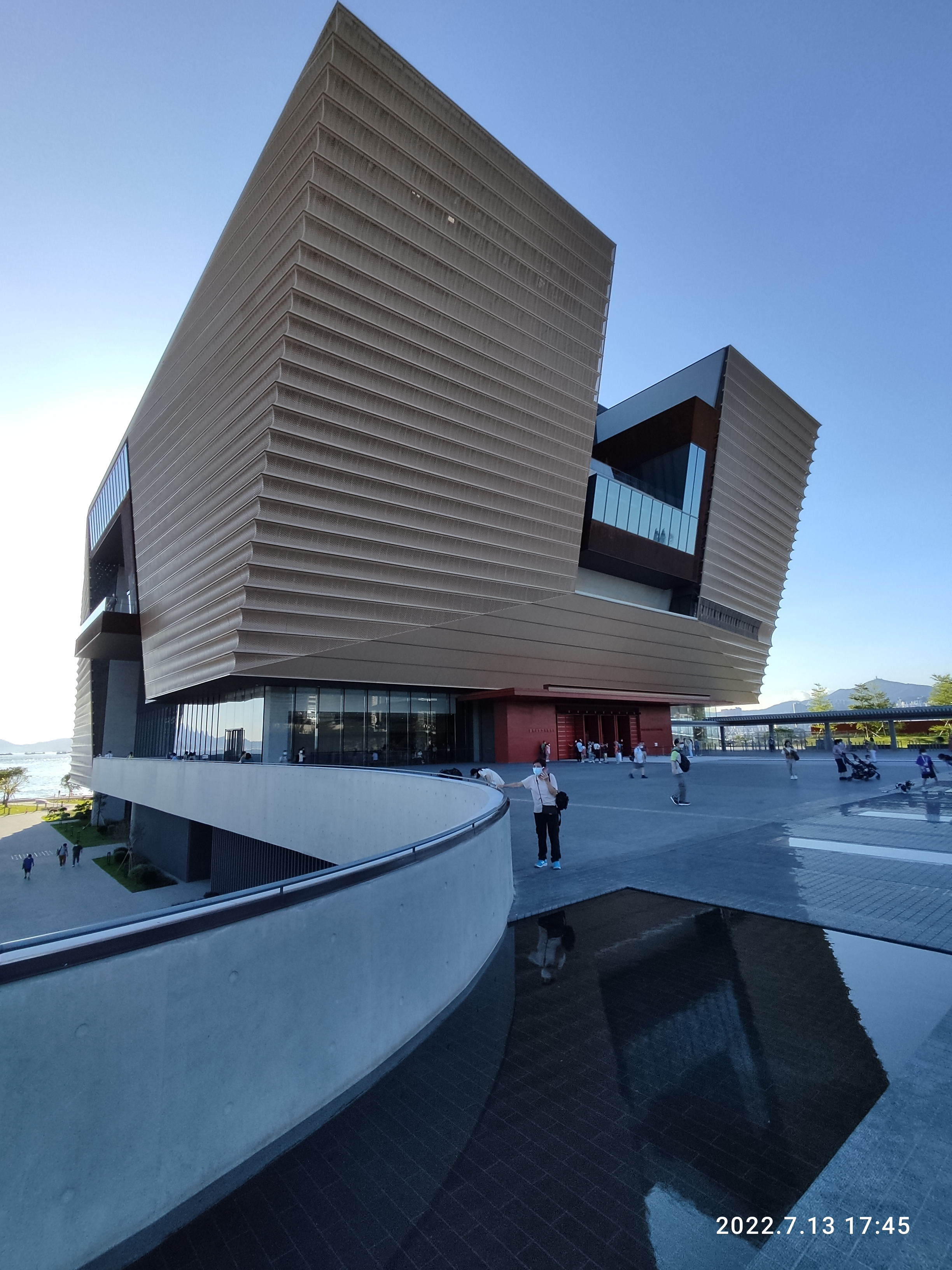
前地廣場
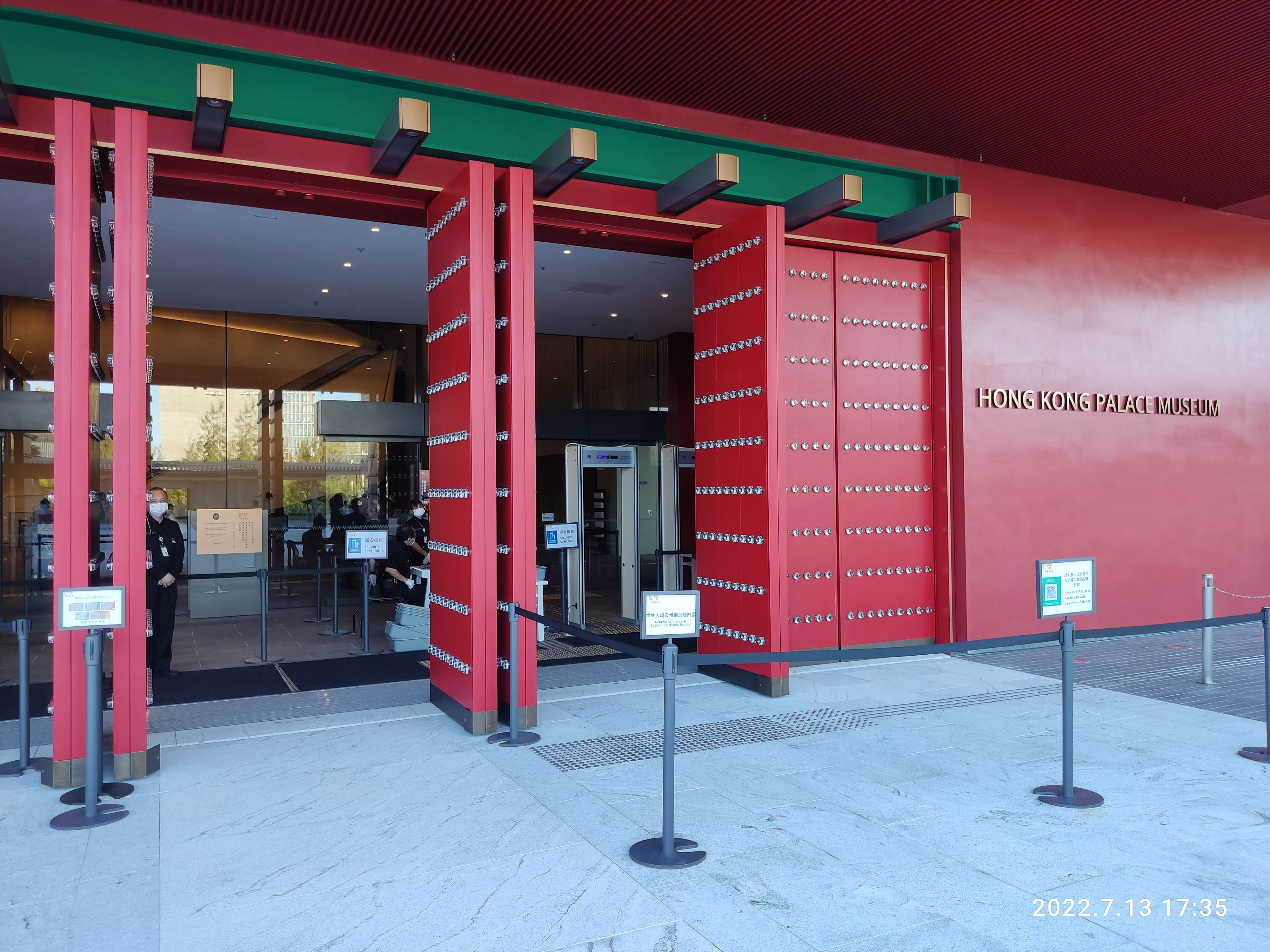
入口大門採用朱紅色作為主顏色

### 展廳

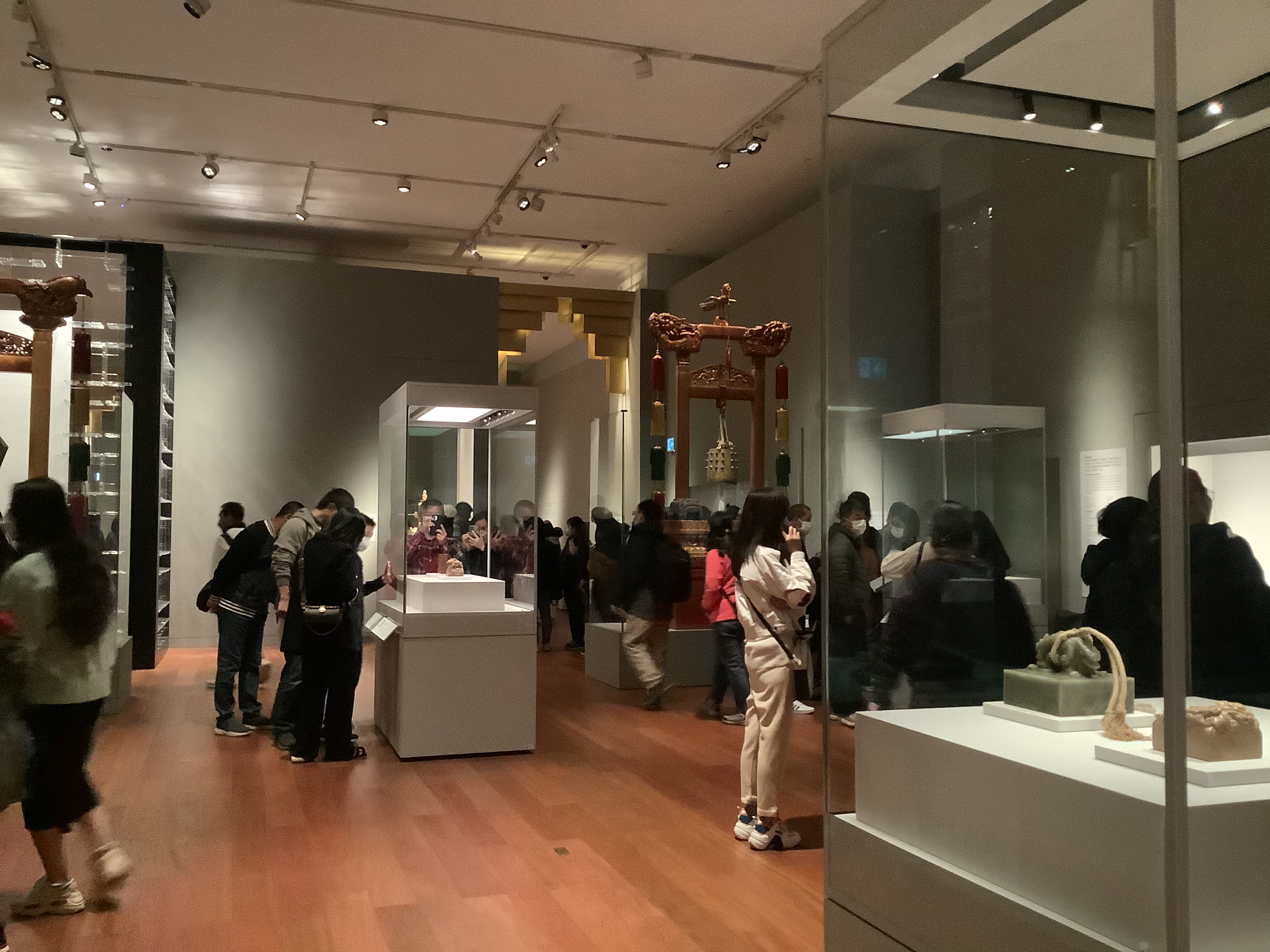
1號常設展廳

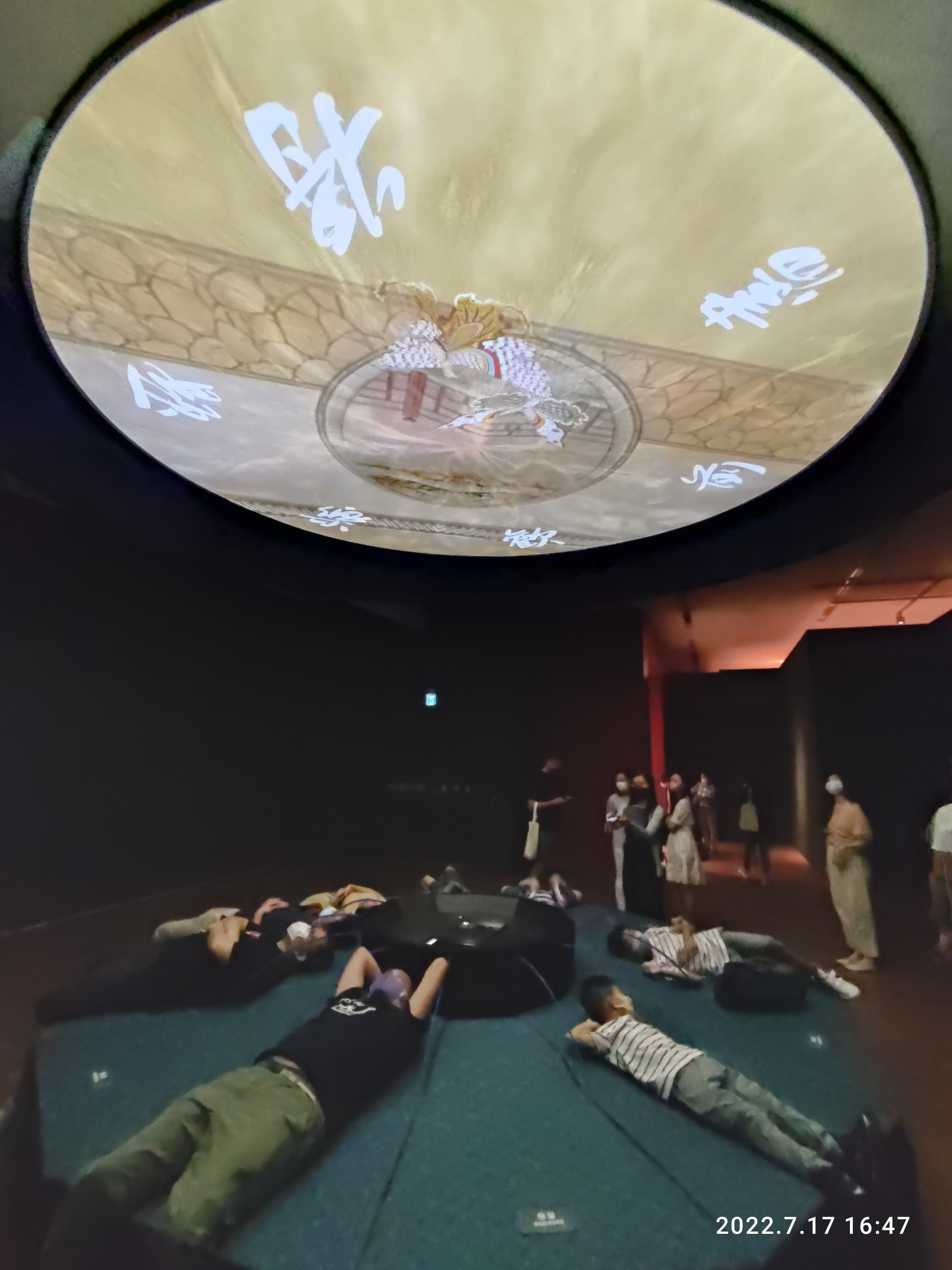
2號常設展廳內互動投射藝術

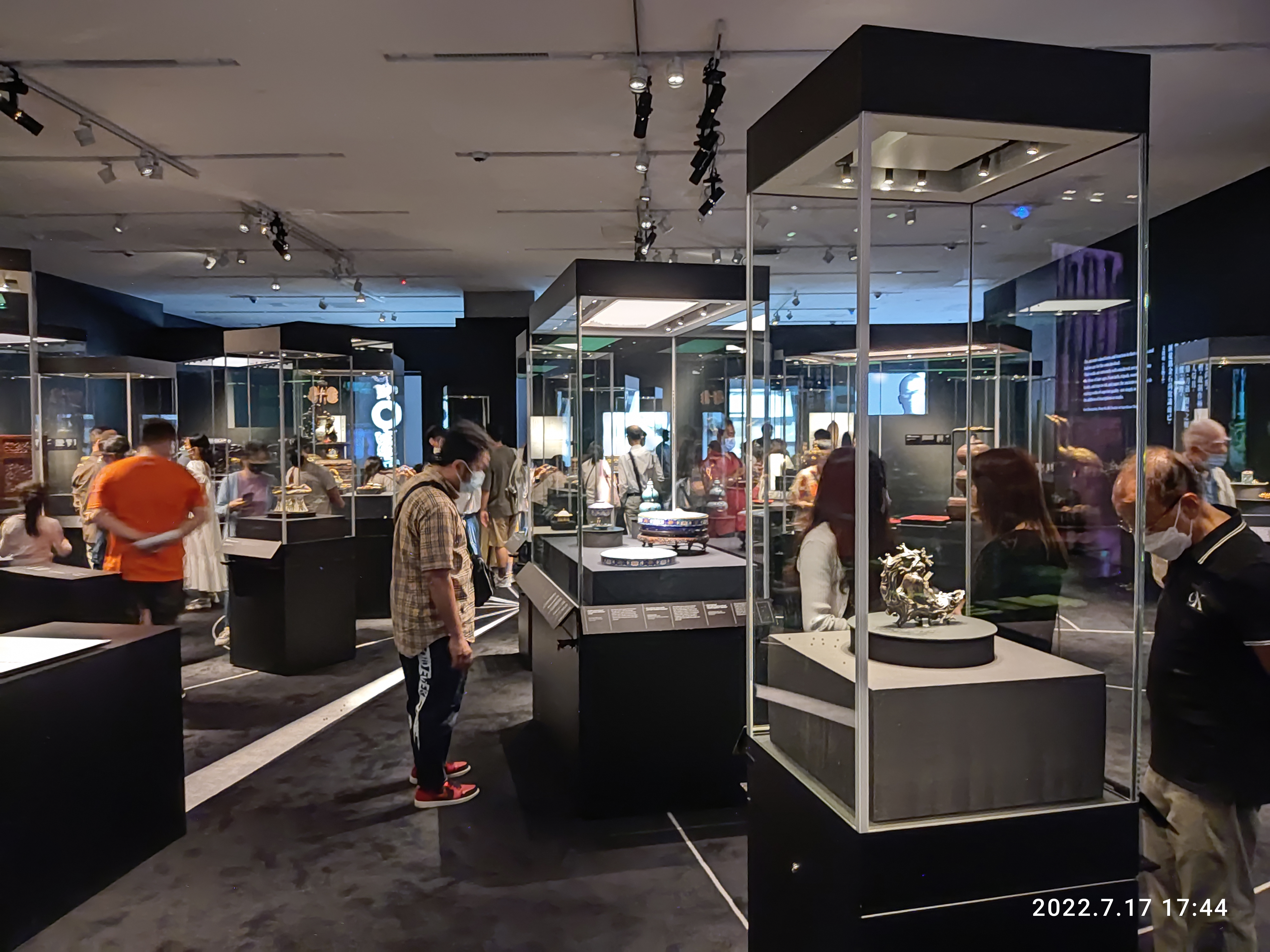
5號常設展廳

展廳樓高5層，館內將設9個展覽廳，當中1至7號展廳為常設展廳，只有1號至3號和5號展廳展示為期2年，其餘由3個月至1年。

#### 常設展廳
- 1號常設展廳「紫禁萬象 — 建築、典藏與文化傳承」：透過100多件故宮典藏，介紹清代的紫禁城的歷史。
- 2號常設展廳「紫禁一日 — 清代宮廷生活」：透過300多件故宮珍藏的18世紀文物，讓參觀者了解紫禁城內從清晨到夜晚的生活點滴。
- 3號常設展廳「凝土為器 — 故宮博物院珍藏陶瓷」：展示150多件中國歷代陶瓷，當中以明、清兩朝的宮廷典藏為主。
- 4號常設展廳「龍顏鳳姿 — 清代帝后肖像」：展出的幾代帝后之朝服像。
- 5號常設展廳「器惟求新 — 當代設計對話古代工藝」：展示故宮博物院約100件工藝瑰寶，透過設計、製作及使用的角度解讀中國傳統工藝的藝術價值。館方亦與香港設計師合作，展示傳統工藝對當代設計理念和文化生活的影響。
- 6號常設展廳「同賞共樂 — 穿越香港收藏史」：展示約100件展品，同時為香港首個回顧本地收藏史的展覽。展示香港在19世紀和20世紀初的香港收藏中國藝術歷史，反映本地博物館發展。[26]藏品包括來自香港中文大學文物館，和獲夢蝶軒主人盧茵茵與朱偉基捐贈946件中國古代金銀器珍藏。[27]

#### 特別展廳
- 7號常設展廳「古今無界 — 故宮文化再詮釋」：邀請6位香港多媒體與跨界藝術家，透過嶄新手法演繹中國傳統文化。
- 8號展廳
  - 「故宮博物院藏晉唐宋元書畫」：展出35件國家一級文物，包括晉、唐、宋、元的中國書畫。（2022年7月2日至2022年10月7日）
  - 「藝苑尋珍 — 列支敦士登王室收藏名品」（2022年11月9日至2023年2月20日）
  - 「百樣玲瓏 — 卡地亞與女性」（2023年4月14日至2023年8月14日）
  - 「凝視三星堆 — 四川考古新發現」（2023年9月27日至2024年1月8日）
  - 「圓明園──清代皇家園居文化」（2024年3月20日至2024年8月12日）
- 9號展廳
  - 「馳騁天下 — 馬文化藝術」：展出111件故宮的馬繪畫和雕塑，更向法國羅浮宮借了13件跟馬相關的館藏。（2022年7月3日至2022年12月31日）[28]
  - 「金彰華彩 — 香港故宮文化博物館與夢蝶軒藏古代金器」（2023年2月22日至2023年9月25日）
  - 「從波提切利到梵高：英國國家美術館珍藏展」（2023年11月22日至2024年4月11日）
  - 「法國百年時尚──巴黎裝飾藝術博物館服飾與珠寶珍藏，1770–1910年」（2024年6月26日至2024年10月14日）

### 其他設施

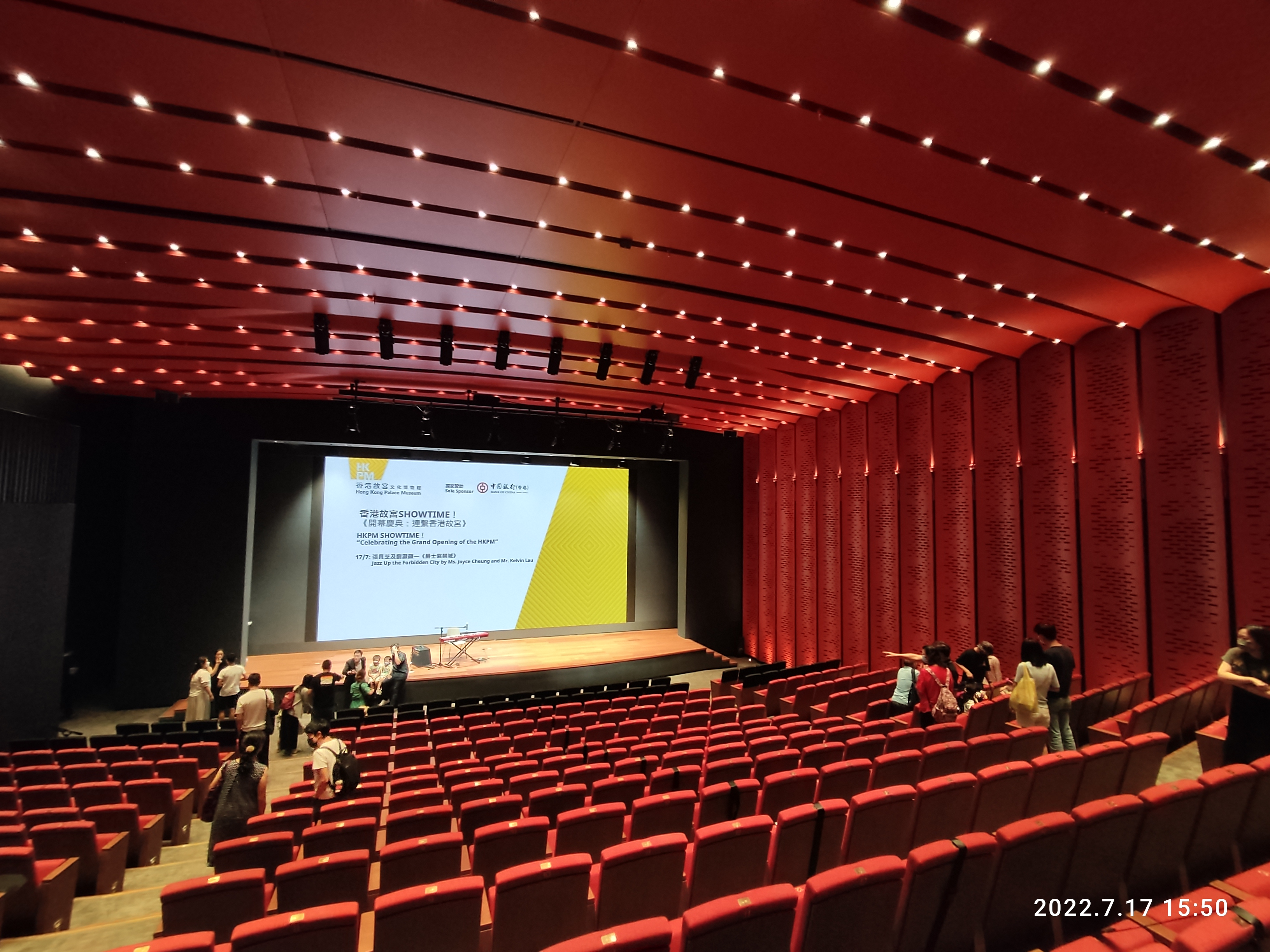
賽馬會演講廳

近海旁位置地下低層有3間餐廳。其中西餐廳Cupping Room早在2022年6月23日率先開放。另外兩間餐廳於6月尾至7月初會開放。分別為來自上海的金玡居和Crepes & Bakes。故宫正門平台公園於2022年6月25日率先開放。2023年7月有五間餐廳及酒家營運，包括四樓璟瓏軒、地下下江南（逢星期二休息）、地下低層Cupping Room、地下低層金玡居、地下低層Crepes & Bakes。

## 展品
設固定陳列及臨時展覽，固定陳列展品需兩年更換一次，展出北京故宮文化歷史及與宮廷生活有關的文物，其他展廳則陳列故宮的書畫、陶瓷、器物和其他藝術收藏。大多展品從未在北京故宮展出。北京故宮將於2022年初分批運送800多件文物來港，當中近160件屬於一級國寶級文物。
現時展覽組合擬定以「金木水火土」為主题，展藏分為「文物修復」、「御膳房炊具餐具」和「兒童玩具」等。
開幕展覽，北京故宮博物院將借出914件文物予香港故宮文化博物館展出，涵蓋多種藏品類別，包括書畫、青銅器、陶瓷、金銀器、玉器、漆器、玻璃、首飾、雕塑、圖書典籍、古代建築等，時間跨度為5000年。展期由一個月至超過一年不等，由於古代書畫一類的紙質或絹本文物，對光照、溫度濕度十分敏感，因此部分文物需要輪換展出，展出後要回到北京故宮「休眠」數年。文物中有166件屬「國寶」級，絕大部分是首次在香港展出，包括清白玉盤龍紐「大清受命之寶」和《洛神賦圖》（北宋摹本）。開幕展將包括35件唐宋書畫名作，是近15年來故宮所藏古代書畫瑰寶最大規模的一次出境展覽。

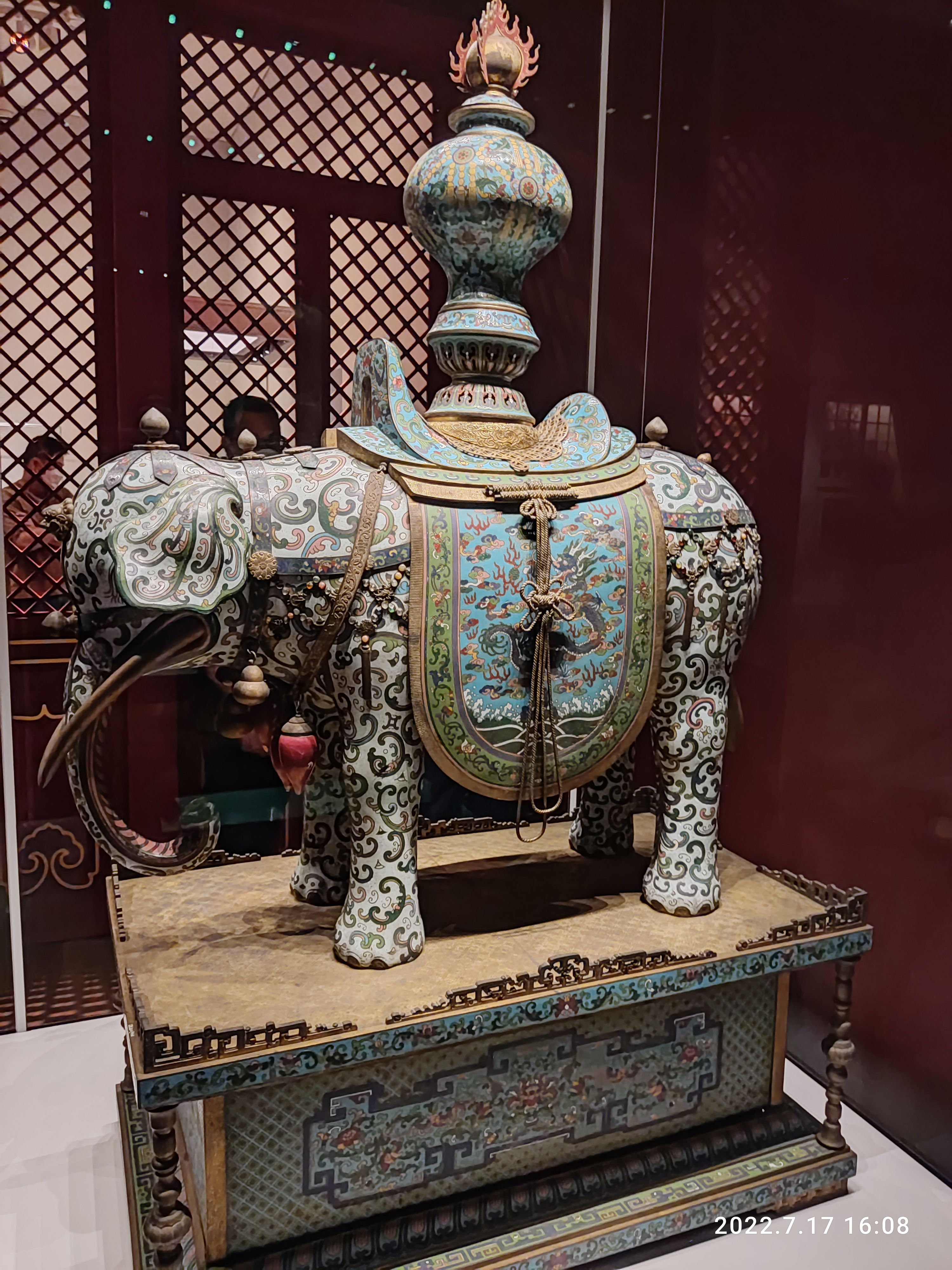
2號展廳的“太平有象一對”
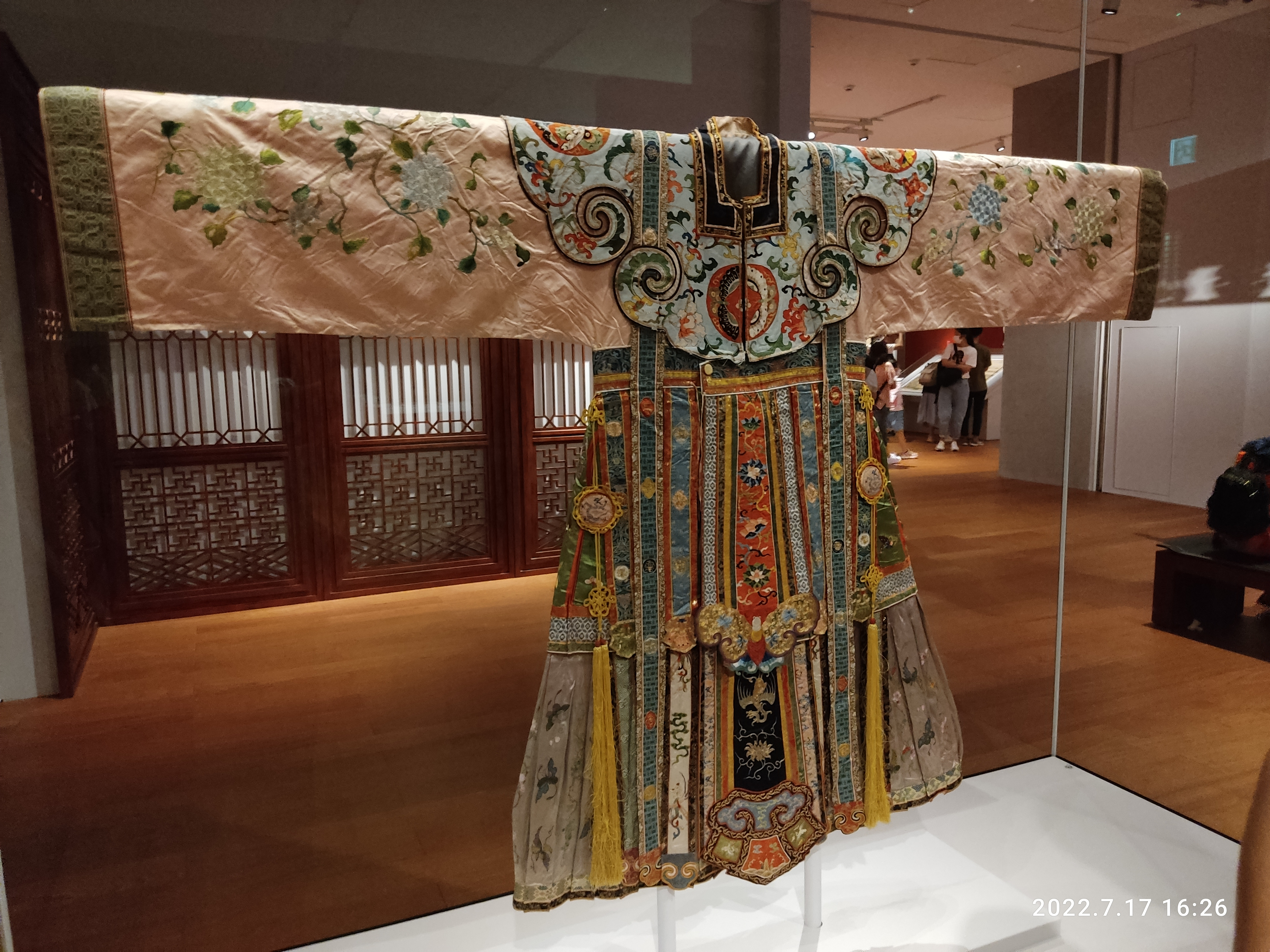
2號展廳的宮廷衣物
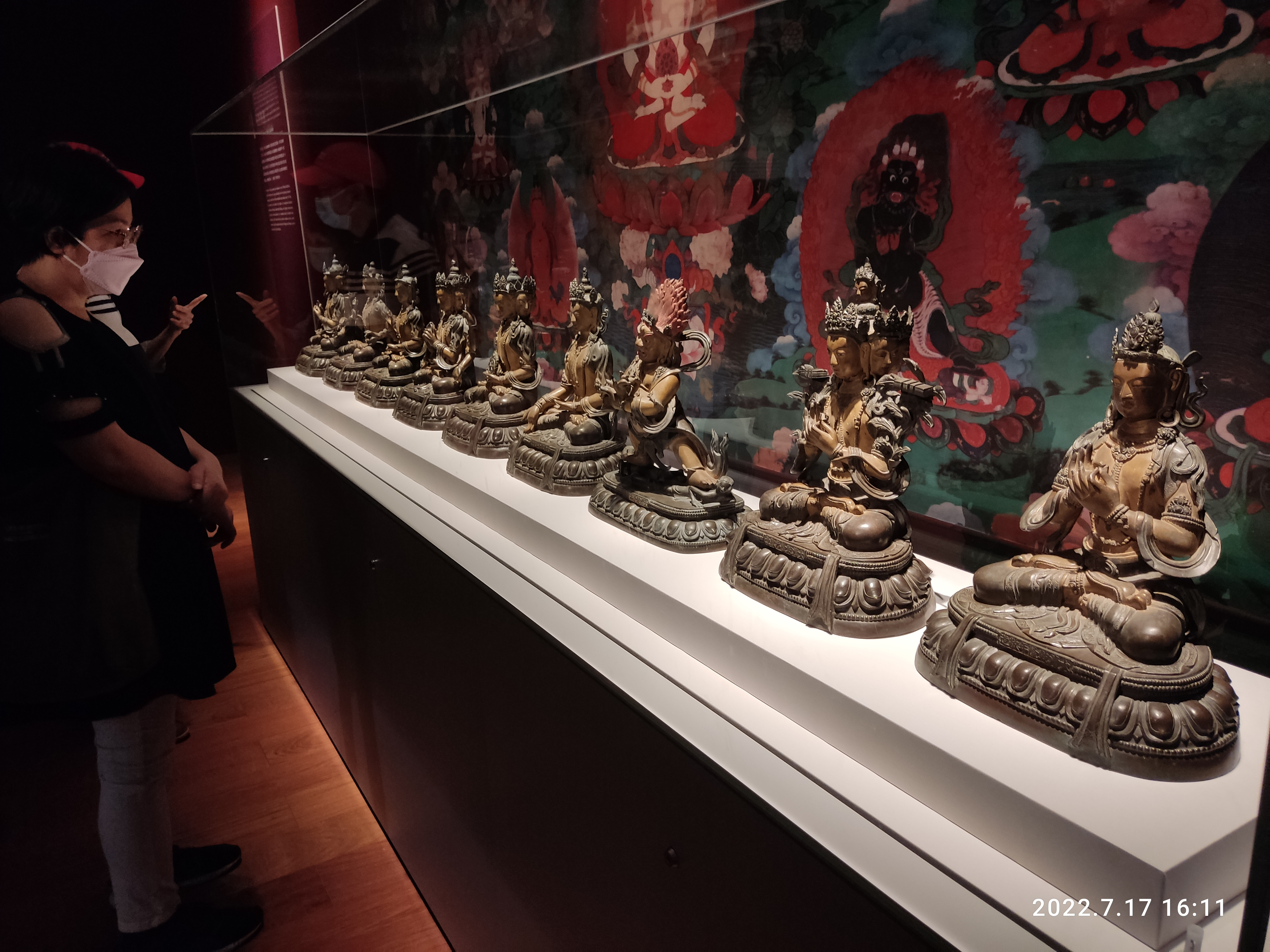
2號展廳的六品佛樓佛像一組
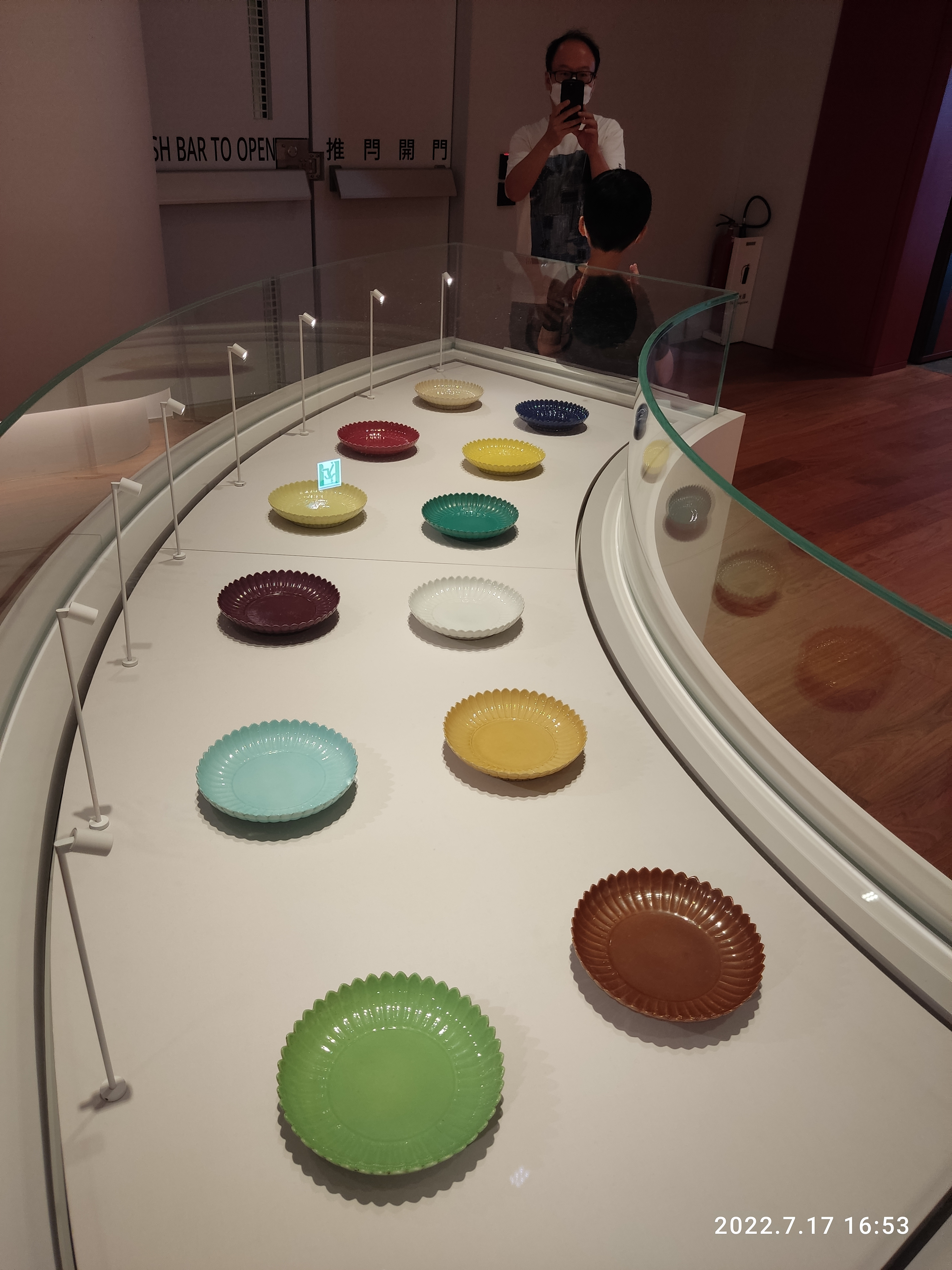
3號展廳的釉菊花式盤
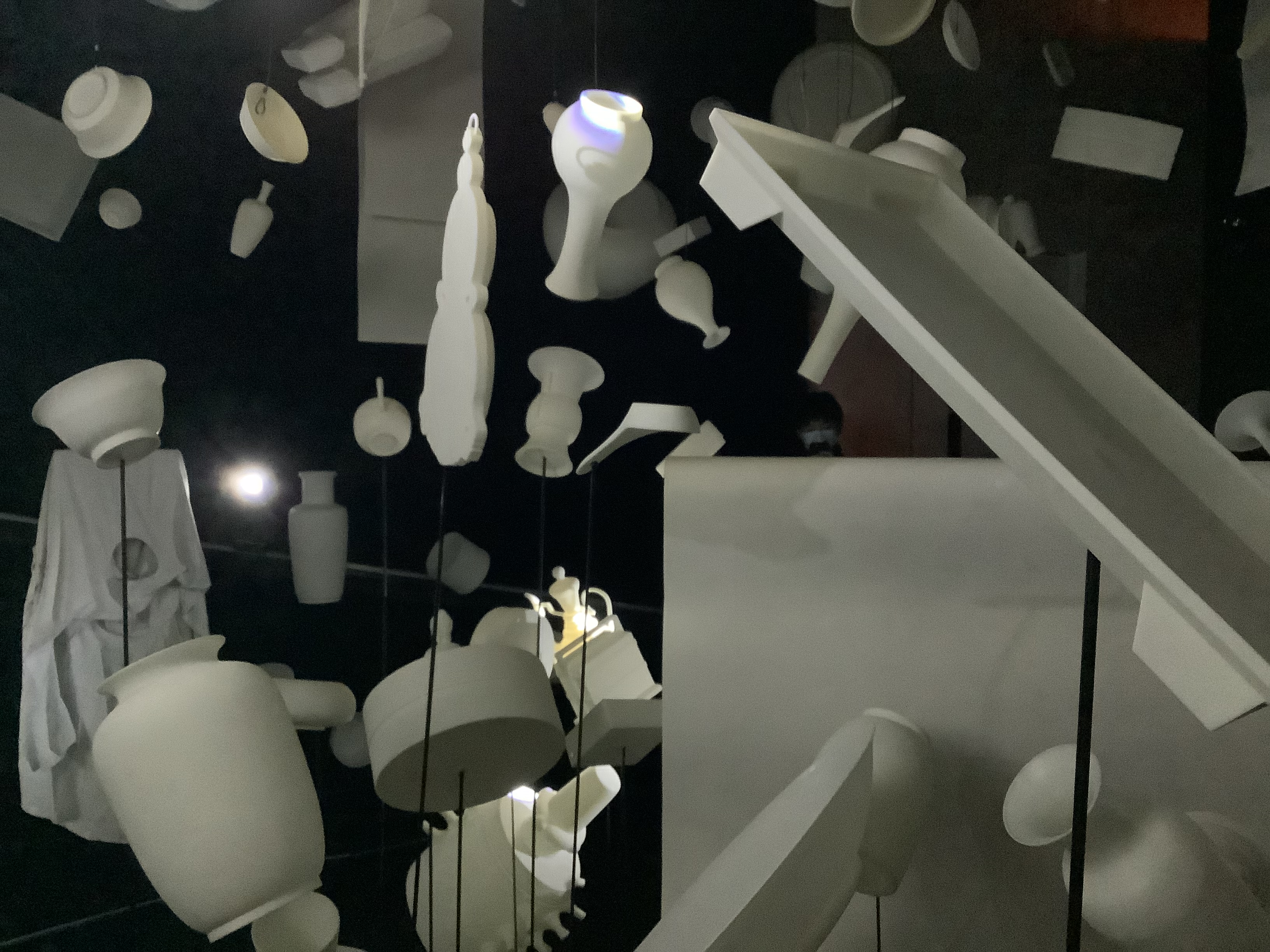
7號展廳的「物化」

### 館藏

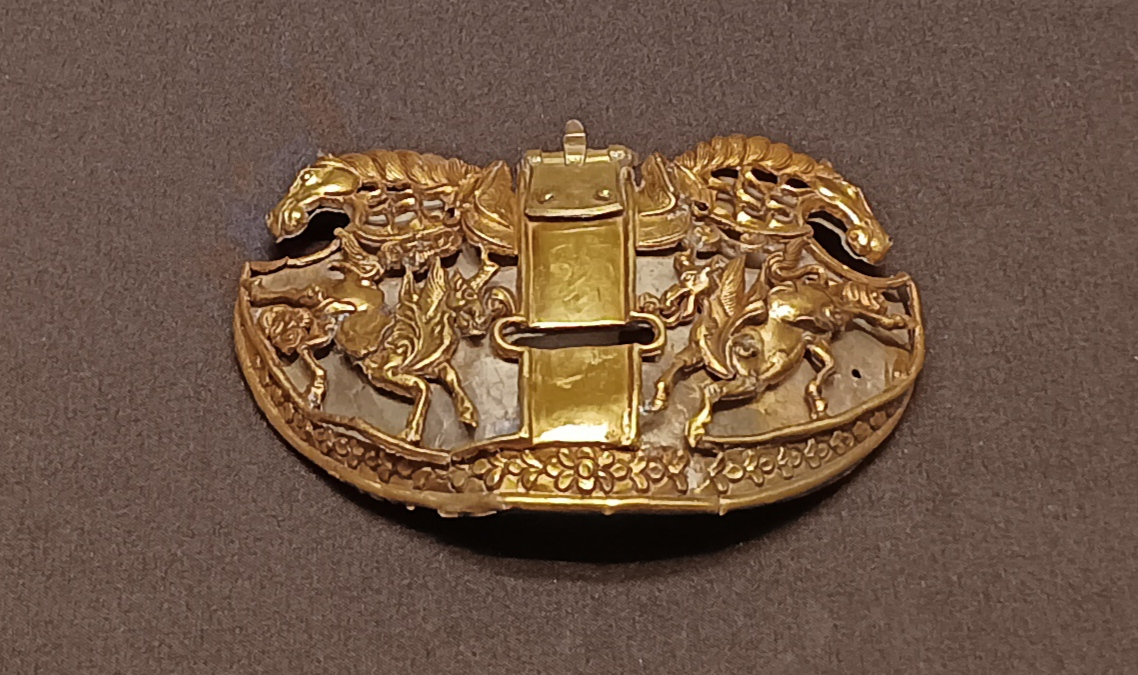
雙馬雙獸紋荷包形扣飾 出土自青藏高原，7至9世紀 （夢蝶軒捐贈）

香港故宮博物館除了展示北京故宮博物院和其他世界著名博物館的文物藝術珍藏，也期望建立具有特色的館藏，展示香港的收藏文化，以及收藏家對弘揚中華優秀傳統文化作出的努力。香港故宮在開幕前短短的半年間已接受多批珍貴文物藝術品的捐贈，反映博物館的願景深受公眾支持。2022年5月31日，獲夢蝶軒主人收藏家盧茵茵與朱偉基慷慨捐贈946件中國古代金銀器珍藏，這批藏品將成為香港故宮首批館藏之一。夢蝶軒的厚贈使香港故宮成爲博物館界同類收藏中的佼佼者，為其建立世界一流的收藏奠定堅實基礎。

## 參觀體驗

### 保安

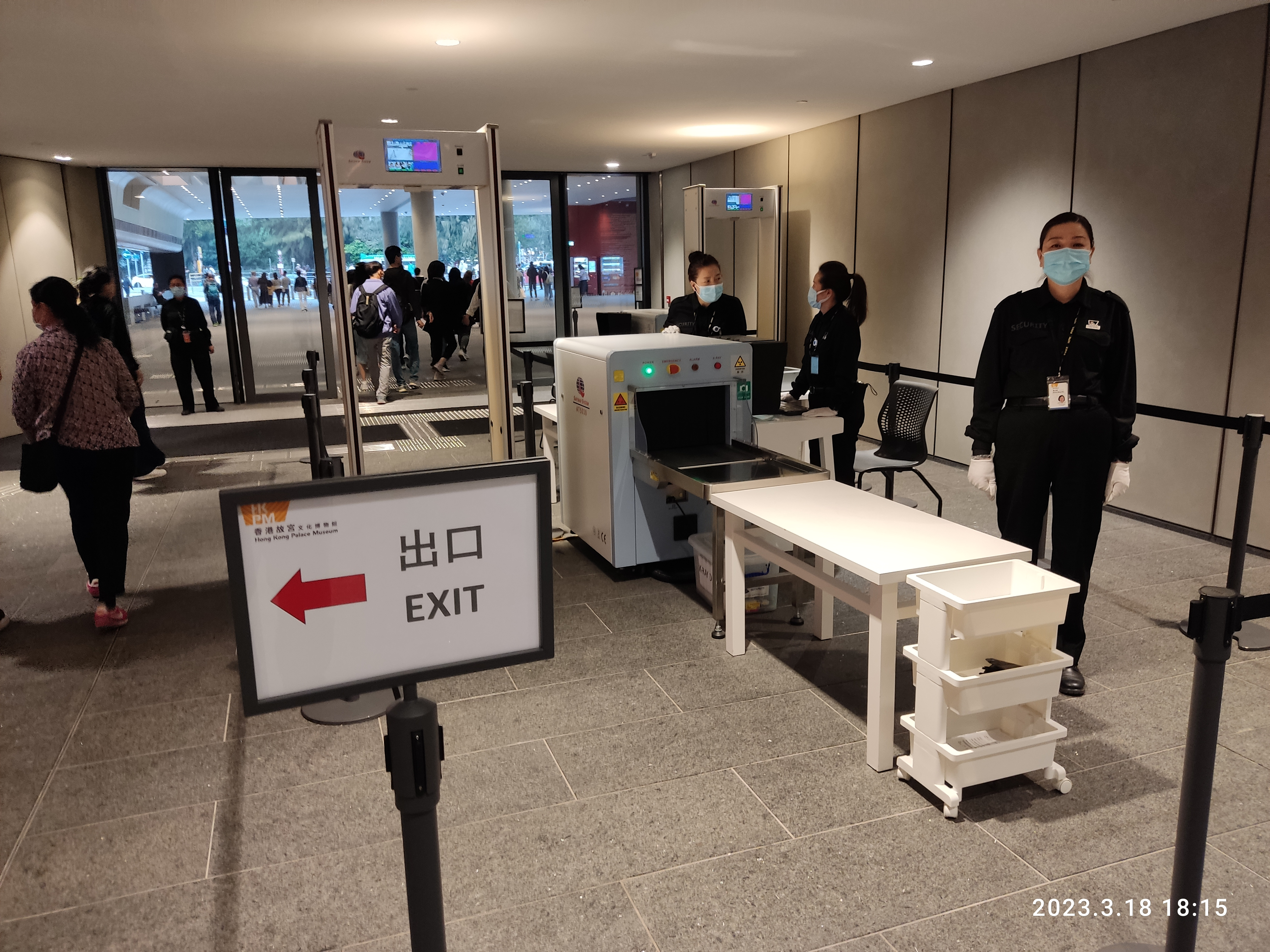
市民入場需要先通過保安檢查，包括照X光及檢查隨身物品

安檢安排由兩地故宮共同協議。市民入場需要先通過保安檢查，包括照X光及檢查隨身物品。大背囊、長傘、有輪的行李等均不能帶入館內。訪客只可以放於3個寄存處，收費為每小時5至10元。有記者問若市民穿著有政治口號的衣服是否不能進場，館長吳志華指市民的衣著須尊重場地，並無明文規定「不准穿短褲或拖鞋」。不過他亦強調館方會留意訪客的行為會否損害展品及市民參觀體驗，有需要會尋求警方協助。

### 開放時間
- 星期一、三、四、日：10:00-18:00
- 星期五、六及公眾假期：10:00-20:00
- 逢星期二（公眾假期除外）、農曆新年年初一及初二全日休館

### 入場費用
博物館在2022年開幕首年每逢周三會免費開放予公眾參觀1至7號展廳，不過館長吳志華指出免費門票的預約經常爆滿，但最後出席率只有35%，造成浪費，因此決定取消免費門票，將門票留給有需要人士。他表示未來一年至少再提供12萬張免費門票給公眾。
- 標準門票：HK$60（特惠HK$30）（可參觀1至7號展廳常設專題展覽）[35]
- 特別展覽門票：HK$150（特惠HK$75）（可參觀所有展廳）
  - 特惠門票半價，適用於全日制學生、7至11歲小童、60歲或以上長者，殘疾人士（及其一名同行照料者）以及綜合社會保障援助計劃受助人
  - 6歲或以下小童免費入場（須在網站預約並持有有效的相關門票入場）
  - 12歲以下參觀者須由成年人陪同進入該博物館
- 香港故宮之友：毋須網上預約、全年不限次數參觀博物館專題展覽
  - 個人：HK$600（單人）、HK$1,000（雙人）
  - 青年：HK$300（7-11歲或全日制學生）
  - 家庭：HK$1,200 （包括兩位成人及一位小童（7-11歲）或全日制學生，可額外加入其他家庭成員）
  - 長者：HK$300（60歲或以上）
- M+會員及香港故宮之友雙會籍：HK$1,200（可同時進入M+及香港故宮文化博物館）

## 組織

### 管理層
- 館長：吳志華博士
- 副館長（研究策展及節目）：王伊悠博士
- 副館長（博物館營運）：袁貺霖先生
- 副研究員：黃煒均先生

### 營運部門
警衛部門
- 中國海外物業服務有限公司（承辨商）

清潔部門
- ISS集團（承辦商）

維修部門

## 評價

### 支持
- 委員會成員周浩鼎則認為，香港興建故宮文化博物館可增加對旅客的吸引力，反映中央對香港的支持。他又表示，西九一向被人批評為「大花筒」工程，現時有關安排可為西九「加點分數」，挽救市民對西九較負面的觀感，相信有市民對故宮珍藏感興趣。批評有人欲藉此事借題發揮，將好事變壞事，認為推倒重來是香港損失。[36]

### 反對
- 立法會監察西九文化區計劃推行情況聯合小組委員會副主席陳淑莊表示，雖香港故宮文化博物館能長期展示故宮珍藏是好事，但批評整個計劃事前無諮詢，委員會會議中當局亦沒有提及過有關安排。她又指坊間多次爭取在西九興建文學館都無功而還，但現時政府與故宮的協訂來得突然，有了決定便立即在西九撥地，令人有疑問。[37]
- 香港海事博物館董事、退休法官王式英參觀諮詢展覽時批評政府處理手法不是公眾諮詢，現在根本沒有選擇。表示：「故宮博物館唔係唔好，但唔一定係要喺西九。（故宮博物館不是不好，但不一定是要在西九。）」[38]

## 爭議

### 公眾諮詢

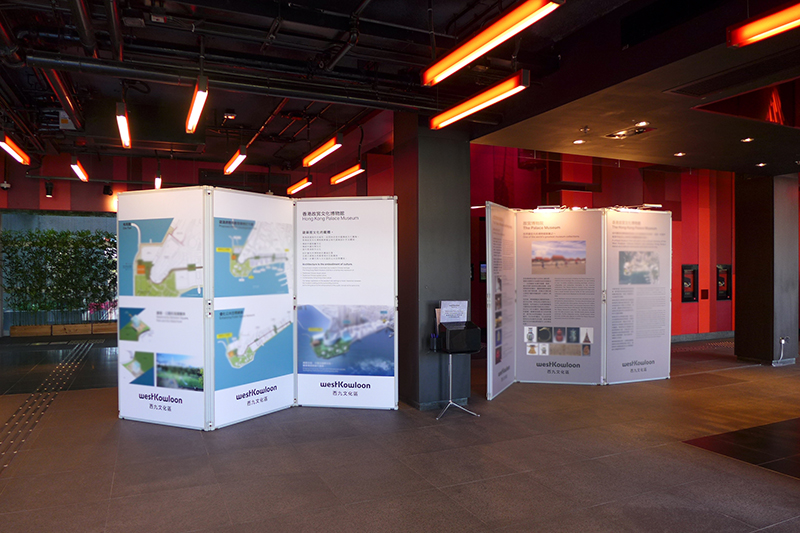
香港故宮文化博物館諮詢展覽在中環展城館舉行，但只設展板供公眾參閱。

西九管理局指出，由於故宮國寶外借受嚴格規管，商討過程必須保密。西九董事局在簽署《備忘錄》之前「沒有任何基礎進行公眾諮詢」。而向馬會尋求捐助的35億元，亦須以保密方式進行。對於有關計劃事前未有進行諮詢，政務司司長林鄭月娥表示在西九興建博物館完全符合規劃用途，不存在重新諮詢。
西九管理局由2017年1月9日起，就故宮文化博物館的設計和營運、以及其展覽活動的意見進行公眾諮詢，為期6星期。不過在1月9日下午突然以「社會對計劃仍有不同意見，並關注有關程序」為由臨時取消原定的記者招待會，宣布諮詢押後。諮詢改在1月10日下午董事局會議後啟動。
諮詢展覽在中環展城館舉行，公開9個造型概念設計，但未有放置模型及公開博物館初期圖則。不過傳真社卻取得博物館設計圖則，包括8層博物館的平面圖、橫截面圖以及立面圖，顯示博物館的外型設計及館內設施分佈層展館設施分佈。消息人指「嚴迅奇就博物館的外觀設計，已有初步方向和定案，相信公眾諮詢只會對展館內的設施分佈有影響。」
2月4日，西九管理局宣布延長公眾諮詢期兩星期至3月8日，由2月15日起在展城館展示嚴迅奇就博物館建議的內部佈局和空間設計理念。
4月20日，西九文化區管理局諮詢會簡報初步結果，民意調查顯示，1,800多名受訪市民中，52%人贊成推行項目，14.7%反對。有份旁聽會議的文化同行成員楊雪盈認為，調查未能反映反對聲音。

### 計劃事前未進行諮詢
根據《西九文化區管理局》條例第19條列明，改變土地營運須公開諮詢。不過由於馬會資助35億元建造費，因此可繞過土地審批程序，無需經立法會審批便可進行工程。立法會議員批評政府未就增建故宮文化博物館作諮詢，自以为是，懷疑有人要藉此討好北京。到2017年1月5日，民間「JR團隊」召集人兼港大法律系碩士生盧俊宇，入稟高等法院申請司法覆核，要求法庭頒令西九文化區管理局就興建故宮文化博物館作公開諮詢和依程序招標。

### 未有正式招標下直接委托嚴迅奇作設計
西九文化區管理局在沒有招標的情況下，在2016年6月直接聘用建築師嚴迅奇，並收取450萬顧問費作設計博物館草圖，同年11月完成。而按照西九管理局採購指引，低於500萬元的顧問合約及其單一招標安排屬行政總裁的獲授權範圍，故前期顧問服務毋須董事局同意。
林鄭月娥表示承認自己是首個接觸嚴迅奇的人士，邀請他參與項目是她的判斷及決定，指出嚴曾設計廣東省博物館和雲南省博物館兩個大型博物館，因此是適合的人選。她表示願意接受批評但不應將事件政治化。立法會監察西九文化區小組委員會副主席陳淑莊認為林鄭的解釋不盡不實，未能解開疑團，促請當局公開委聘嚴迅奇的合約。建築測量界議員姚松炎認為，嚴迅奇同時被委任為前期顧問及設計顧問或造成不必要的利益衝突，在公營項目上不能接受。
項目的設計顧問嚴迅奇認為自己光明磊落，表示接受本次具挑戰的項目相當興奮，指出「直接委聘」並非罕見，不明白為何事件引起太大爭議。

### 馬會被捲入西九故宮事件
有知情者透露，林鄭月娥10月期間首次向董事局成員，每五、六人一組分批介紹西九故宮項目，並曾向成員透露，西九故宮並不是中央硬塞予香港人，而是由港府爭取，但故宮一方有保密條款，不可向外透露。有成員估計，故宮一方要嚴格執行保密，因要等待例如文化局等更高級的中央領導批准，不欲其他省市有微言。林鄭月娥向成員匯報時，表示已找香港賽馬會融資及由建築師嚴迅奇作項目設計，但未有向成員交代日後的營運預算數目詳情，只表示會由西九管理局成立一間附屬公司營運。林鄭月娥又向成員稱，西九故宮並非北京故宮的分館，將來策展具彈性，可加入香港元素，日後來港展覽的故宮各級別藏品，其展期、件數等，都可以打破限制。康文署舉辦為期9個月的「故宮全接觸」計劃，其中包括在無綫電視播出一連四集的《觸得到的故宮》節目，製作費為380萬元，由馬會贊助。

## 交通
- 水上交通碼頭：西九文化區西閘入口，開放時間為早上6時至晚上11時，鄰近新油麻地避風塘公眾碼頭。
- 藝術公園公眾碼頭：興建中，預計2025年初投入服務。會增設水上的士服務，方便旅客參觀。
- 小巴：在柯士甸站乘搭CX1於博物館道香港故宮文化博物館站落車；以下路線每天指定班次繞經博物館道：在九龍站乘搭74S、74；尖東站乘搭77M；或土瓜灣站乘搭26
- 巴士：296D、W4線或973線（只限週末及假日）香港故宮文化博物館分站；亦可選擇途經西區海底隧道出入口往港島方向之日间路线；203E、230R（只限週末及假日）、11、95、8號巴士可於雅翔道站落車；50、N50、215X、281A於柯士甸道西落車
- 的士：佐敦站A出口乘坐的士，車费約40元-50元，可以往九龍站E5出口九龍站圓方商場補充物資，或直接去香港故宮博物館正門口的士站下車也可以。
- 步行：從圓方商場沿天橋行可到達M+藝術廣場G/F平台位置，再沿西九文化區藝術公園步行前往
- 港鐵：九龍站E5出口和香港西九龍站是貫通，透過圓方商場就可以來往，但港鐵有營運時間，往西九龍文化區出口是早上6時至凌晨1時，其餘時間是關門，九龍站站E5出口內有足夠指示牌。而往西九文化區出口，有兩名駐九龍站保安員協助市民到達博物館。

## 外部連結
- 官方网站
- 香港故宮文化博物館的Facebook專頁
- 香港故宮文化博物館的Instagram帳戶